# Songs About Jane
Songs About Jane is het debuutalbum van de Amerikaanse poprockband Maroon 5. De titel refereert aan Jane Herman, de ex-vriendin van zanger Adam Levine. Hoewel 'Songs About Jane' uitkwam in 2002 wist het pas in 2004 de hitlijst te bereiken. Het album is wereldwijd meer dan 10 miljoen keer verkocht.
Van dit album zijn vijf singles afkomstig: "Harder to Breathe", "This Love", "She Will Be Loved", "Sunday Morning" en "Must Get Out".

## Tracks
1. Harder to Breathe – 2:55
2. This Love – 3:28
3. Shiver – 3:01
4. She Will Be Loved – 4:19
5. Tangled – 3:20
6. The Sun – 4:13
7. Must Get Out – 4:01
8. Sunday Morning – 4:08
9. Secret – 4:57
10. Through With You – 3:03
11. Not Coming Home – 4:23
12. Sweetest Goodbye – 4:30